# Metahygrobiella acuminata
Metahygrobiella acuminata là một loài rêu tản trong họ Cephaloziaceae. Loài này được (Herzog) R.M. Schust. miêu tả khoa học lần đầu tiên năm 1961.